# قايدو ميراندا
قايدو ميراندا (بالإسبانية: Guido Miranda)‏ هو طبيب كوستاريكي، ولد في 23 يونيو 1925 في سان خوسيه في كوستاريكا.